# Xieíta
La xieíta es un mineral, óxido de hierro y cromo, de composición FeCr2O4.
Fue denominado así por M. Chen, J. Shu y H. Mao en 2008 en honor de Xiande Xie, que fue presidente de la Asociación Mineralógica Internacional de 1990 a 1994 y profesor en el Instituto de Geoquímica de Guangzhou.

## Propiedades
La xieíta es un mineral entre translúcido y opaco, de color negro o negro parduzco y brillo metálico.
Con luz reflejada adquiere una coloración blanco-grisácea con un tinte pardo.
Es frágil y muestra fractura irregular; las superficies rotas frecuentemente tienen una apariencia angular granulada.
Tiene dureza 5,5 en la escala de Mohs y una densidad entre 4,5 y 4,8 g/cm³.
Cristaliza en el sistema isométrico, clase hexaoctaedral, siendo polimorfo de la xieíta y de la chenmingita.
El contenido de cromo de la cromita puede llegar a alcanzar el 46 % y el de hierro el 25 % y como impurezas puede contener aluminio, magnesio, manganeso y titanio. Algunos ejemplares son débilmente magnéticos.
Es miembro del grupo de la espinela, formando series completas con otros miembros del grupo, como por ejemplo las series cromita-hercynita, cromita-espinela, cromita-magnetita y cromita-magnesiocromita.
La cromita es el análogo de cromo de hercynita, magnetita y coulsonita, así como el análogo de hierro de zincocromita, cocromita y magnesiocromita.